# Parque Nacional Theodore Roosevelt

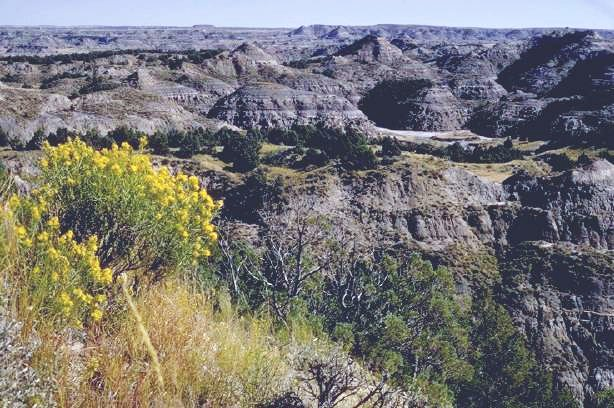

Theodore Roosevelt National Park é uma área protegida dos Estados Unidos.